# Mörkö landskommun
Mörkö landskommun var en tidigare kommun i Södermanlands län.

## Administrativ historik
Den 1 januari 1863, när kommunalförordningarna började tillämpas, skapades över hela riket cirka 2 500 kommuner, varav 89 städer, 8 köpingar och resten landskommuner. Då inrättades i Mörkö socken i Hölebo härad i Södermanland denna kommun.
1952 genomfördes den första av 1900-talets två genomgripande kommunreformer i Sverige. Då uppgick denna landskommun i Hölö landskommun. Kommunreformen 1971 innebar att Hölö kommun upplöstes och området överfördes till Södertälje kommun och därmed också Stockholms län.

## Politik

### Mandatfördelning i Mörkö landskommun 1938-1946
| 10 | 3 | 2 | 1 |

| 16 |

| 10 | 6 |

| 15 |

| 8 | 8 |

| 14 |